# The School for Scandal

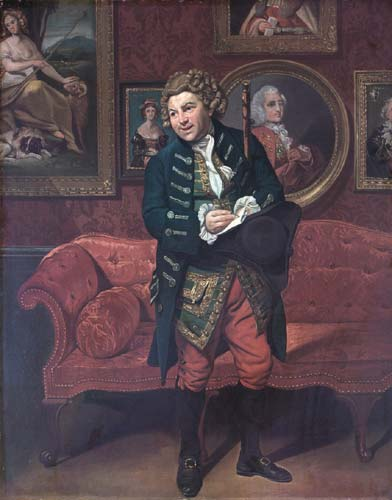
Robert Baddeley in “The School for Scandal”, ca. 1781 (Grafik von Johann Zoffany)

The School for Scandal (dt.; Die Lästerschule) ist eine englische Komödie von Richard Brinsley Sheridan. Am 8. Mai 1777 wurde das Stück im Theatre Royal Drury Lane uraufgeführt.
Sheridan, der 1776 das Theater in der Drury Lane von David Garrick übernommen hatte, schrieb das Stück in Eile und unter enormem Druck, trotz alledem wurde es die erfolgreichste Sittenkomödie des 18. Jahrhunderts und ist bis heute eine der meistgespielten englischen Komödien geblieben.
Er kombinierte zwei geplante, in einzelnen Teilen bereits vorliegende Komödien so geschickt, dass im abgeschlossenen Werk die verschiedenen Handlungsstränge nahtlos miteinander verbunden sind.

## Handlung
Der Titel bezieht sich auf eine Gruppe, deren Mitglieder zu ihrem Vergnügen den Ruf unschuldiger Menschen durch raffinierte Lügenmärchen untergraben und den Klatsch zur hohen Kunst perfektioniert haben. An der Spitze dieser Gruppe steht Lady Sneerwell, deren Liebe zu dem jungen, sittenlosen, verschwenderischen, aber herzensguten Charles Surface unerwidert bleibt. Deshalb verbreitet sie falsche Gerüchte über eine Affäre zwischen Charles und Lady Teazle, um dessen Beziehung zu Maria, der jungen Heldin des Stücks, zu zerstören.
Außerdem unterstützt sie damit die Bemühungen seines skrupellosen, geldgierigen Bruders Joseph um die Hand Marias. Joseph hofiert gleichzeitig Lady Teazle, die junge und geschickte hübsche Frau des alten, eigensinnigen, aber auch sympathischen und liebevollen Sir Peter, dessen Eifersucht er geschickt auf Charles lenkt.
Den wahren Sachverhalt lernt Sir Peter Teazle in der „screen scene“ kennen, in der sich Lady Teazle in Josephs Wohnung hinter einem Wandschirm vor ihrem Mann und Charles versteckt. Trotzdem wird sie dort von ihnen entdeckt. In dieser Szene wird klar, dass sie nur pro forma mit Joseph kokettiert, weil es in ihren Kreisen Mode geworden ist, eine Affäre zu haben.
Die Handlung ist kompliziert und scharfsinnig und hängt von der Rückkehr Sir Oliver Surfaces aus Bengalen ab.
Dieser ist der reiche Onkel der Brüder Charles und Joseph, den beide sechzehn Jahre lang nicht gesehen haben. Sir Oliver Surface besucht beide inkognito, um den wahren Charakter seiner Neffen zu überprüfen, bevor er entscheidet, wer von ihnen sein Vermögen übernehmen soll. Schließlich kommt es zur Entlarvung von Joseph Surface, der kläglich versagt hat.
Charles besteht die Probe, seine Schulden werden von Sir Oliver beglichen und der Schluss zeigt seinen Neffen Charles und Maria vereinigt und die so lang versuchte Versöhnung der Teazles.

## Übersetzungen
- Die Lästerschule. Ein Lustspiel in 5 Aufzügen. Nach dem Englischen des jüngeren Sheridan von Leonhardi. Berlin 1782.

deutsche Erstausgabe
- Die Lästerschule. Lustspiel in 10 Bildern. Frei bearb. von Wolfgang Hildesheimer. München 1962.
- The school for scandal. Die Lästerschule. Komödie. Engl. und Deutsch. Übers. u. hrsg. von Traugott Lothar Wullen. Stuttgart: Reclam 1973. (Reclams Universal-Bibliothek. 449.) ISBN 978-3-15000449-4
- Die Lästerschule Komödie in 5 Akten. Übers. u. eingerichtet von John von Düffel. Berlin: Henschel Schauspiel 1995.

## Rezeption in der Musik
- Samuel Barber komponierte 1931 eine Ouvertüre zu The School for Scandal. Das Stück (Op. 5) war das erste Orchesterwerk Barbers und wurde 1932 vom Philadelphia Orchestra unter Alexander Smallens uraufgeführt.
- Rudolf Stephan Hoffmann (1878–1939) schrieb den Text in ein Opernlibretto um, das von Paul von Klenau musikalisch umgesetzt wurde. Die komische Oper in 3 Akten wurde 1926 unter dem Dirigenten Clemens Krauss in Frankfurt am Main uraufgeführt.